# Giro di Romagna 1981
Il Giro di Romagna 1981, cinquantaseiesima edizione della corsa, si svolse il 15 ottobre 1981 su un percorso di 202 km. La vittoria fu appannaggio dell'italiano Giuseppe Saronni, che completò il percorso in 4h53'00", precedendo i connazionali Francesco Moser e Emanuele Bombini.

## Ordine d'arrivo (Top 10)
| Pos. | Corridore                | Squadra                        | Tempo    |
| ---- | ------------------------ | ------------------------------ | -------- |
| 1    | Giuseppe Saronni         | Gis Gelati-Campagnolo          | 4h53'00" |
| 2    | Francesco Moser          | Famcucine-Campagnolo           | s.t.     |
| 3    | Emanuele Bombini         | Hoonved-Bottecchia             | s.t.     |
| 4    | Franco Conti             | Selle San Marco-Wil. Triestina | s.t.     |
| 5    | Claudio Corti            | Sammontana-Campagnolo          | s.t.     |
| 6    | Tommy Prim               | Bianchi-Piaggio                | s.t.     |
| 7    | Theo de Rooij            | Capri Sonne                    | s.t.     |
| 8    | Alfredo Chinetti         | Inoxpran                       | s.t.     |
| 9    | Gianbattista Baronchelli | Bianchi-Piaggio                | s.t.     |
| 10   | Glauco Santoni           | Famcucine-Campagnolo           | s.t.     |